# 蔣泰堦
蔣泰堦（1771年—1829年），庠名元堦，字玉調，號雲𥯓，江蘇蘇州府吳縣籍，長洲縣人，清朝嘉慶、道光年間政治人物。

## 生平
來自蘇州婁關蔣氏家族。七世祖蔣育馨；六世祖蔣燦；五世祖蔣垣；本生五世祖蔣圻（蔣垣三弟）；高祖蔣之逵；曾祖蔣文源；祖父蔣含光（字子宏，號容齋，晚號閒圃居士，蔣文源第五子）；父蔣曾爚。母為陸觀潛孫女、陸宇豐女。從兄蔣基為乾隆四十年（1775年）乙未科進士；從兄蔣萬寧為嘉慶六年（1801年）辛酉恩科進士。
蔣泰堦十五歲入府庠補增廣生，嘉慶三年（1798年）戊午科江南鄉試舉人，十四年（1809年）己巳恩科進士。授內閣中書，協辦侍讀，充文淵閣檢閱，國史館分校，方略館總校，實錄紅綾本覆校兼管稽查房事，翰林院起居注館主事。嘉慶二十五年（1820年）任庚辰科會試同考官。方略館協修遼金元三史總校，吏部驗封司兼文選司員外郎，軍機處行走。改山東道監察御史，期間監管漕運等相關事宜。改巡視西城署京畿道監察御史，稽查戶部緞疋庫。改湖廣道監察御史。道光八年（1828年）任戊子科順天鄉試同考官。道光九年（1829年）卒於御史任上。蔣泰堦著有《得琴趣齋駢體文》、《紙窗竹屋製藝試帖》等。

## 家庭
蔣曾爚有四子，蔣泰堦為長子。次弟蔣慶均為嘉慶十九年（1814年）甲戌科進士；三弟蔣賡壎為諸生，其妻吳詠陔著有《白墖里吟稿》；四弟蔣華墀以子蔣錫綬贈通奉大夫。蔣泰堦配太學生吳廷鈞女，以弟蔣慶均次子蔣毓銜為嗣。